# SM 4
För tågvagnen, se Sm4.
SM 4 var en finländsk minsvepare som byggdes 1939. Fartyget var byggt helt i trä och byggdes för skyddskårens räkning.

## Fartyg av klassen
- SM 1
- SM 2
- SM 3
- SM 4